# Mike Zambidis
Michális Zambídis (en grec moderne : Μιχάλης Ζαμπίδης), appelé à l’étranger Mike “Iron” Zambidis, né à Athènes le 15 juillet 1980, est un kickboxeur professionnel grec.

## Biographie et carrière
Mike Zambidis a commencé à s’entrainer dans les arts martiaux avant l'âge de neuf ans avec son frère Spiros Zambidis et son meilleur ami Lazaros Filipas. Il s’est entraîné  dans différents arts martiaux, Shotokan, kickboxing, boxe, muay thaï. Il a commencé la compétition professionnelle en 2000, marquant une série de victoires contre des adversaires reconnus mondialement. Jusqu'à présent, la majorité de ses victoires ont été en knock-out. Il a été techniquement assommé (TKO) deux fois  au début de sa carrière à cause de coupures, mais après 2002, il n’a jamais été vaincu par TKO jusqu’en 2008 contre Andy Souwer en tour supplémentaire.
Zambidis a vaincu notamment le kick boxeur Jenk Behic deux fois, Gurkan Ozkan deux fois, Wanlop Sosathopan, Bakari Tounkara, Matteo Sciacca, Petr Polak. En 2002, il a battu par K-O l’imposant et expérimenté néerlandais-marocain Hassan Kassrioui.
En 2003, le promoteur Tarik Solak a arrangé le premier combat de Zambidis au Japon contre le champion du monde 2002 au K-1 Max Championship : Albert Kraus, qu'il a battu par K-O au 2e tour. En Avril 2005,  Zambidis bat par K-O avec un crochet du droit  Norifumi Yamamoto plus connu sous le pseudonyme "Kid" Yamamoto, devant des milliers de fans du kick boxeur japonais. La faiblesse principale de Zambidis semble être la réception de low kicks, comme on l'a vu lors de sa défaite 2006 contre le Japonais Yoshihiro Sato, qui, en dépit de s’être fait blesser par les nombreux coups de poing de  Zambidis, a réussi à atterrir de nombreux coups de pied et de genoux qui lui ont permis  d’accumuler assez de points pour  arriver à une victoire par décision unanime du jury.
Zambidis est un quadruple champion national en kickboxing, il possède aussi de nombreux titres internationaux.

## Palmarès
- 173 combats
- 152 victoires (dont 86 par K.O.)
- 21 défaites (dont 7 par K.O.)

[réf. nécessaire]